# Rolling Fork (Mississippi)
Pour les articles homonymes, voir Rolling Fork.

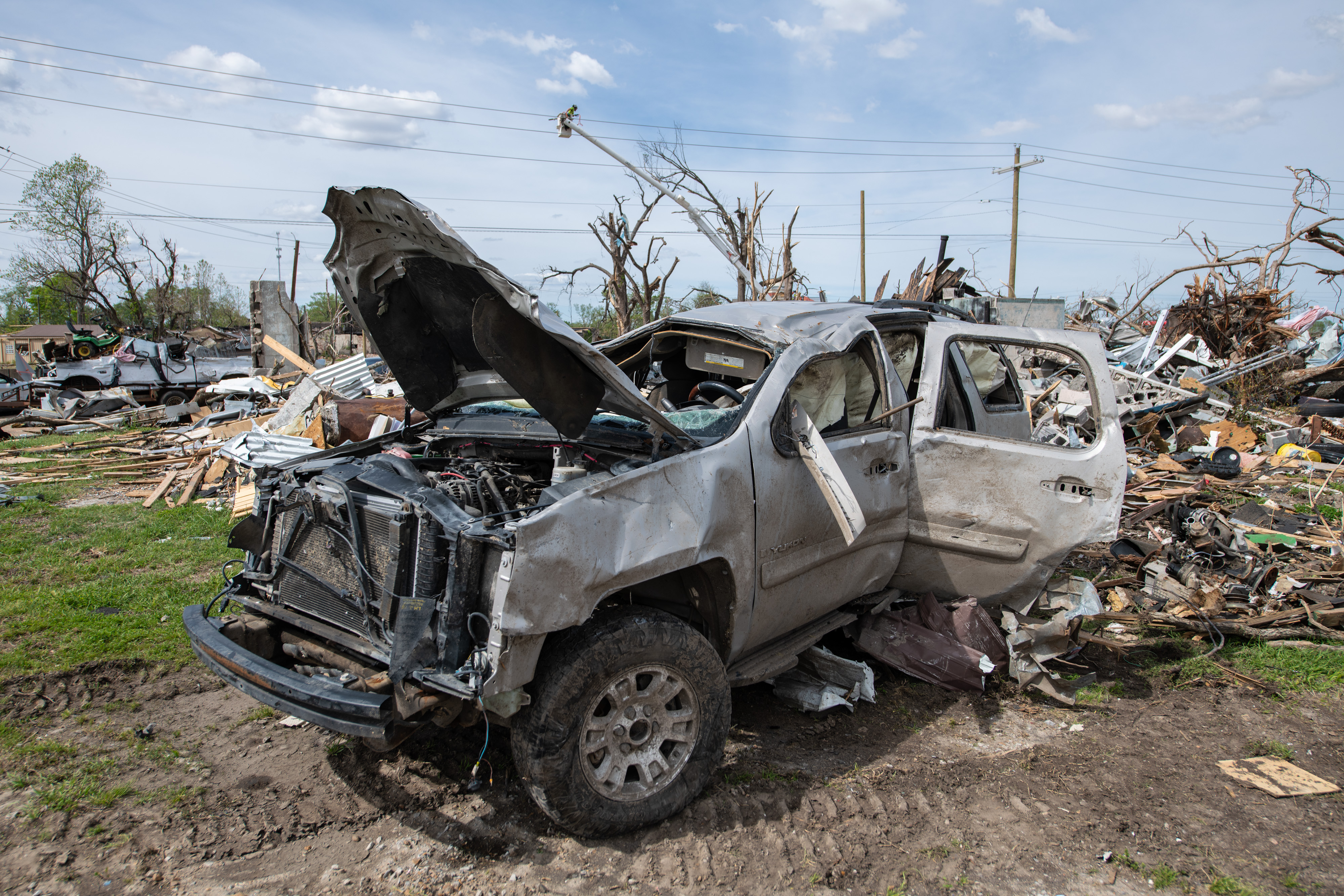
Le désastre du 2023 Rolling Fork–Silver City tornado. Des maisons et d'autres bâtiments attendent d'être démolis ou réparés, tandis que les décombres et ruines sont enlevés et que les équipes chargées des lignes électriques travaillent sur le réseau pour le rendre sûr. Avril 2023.

La ville de Rolling Fork est le siège du comté de Sharkey, dans l’État du Mississippi, aux États-Unis. Sa population s’élevait à 2 143 habitants lors du recensement de 2010, estimée à 1 945 habitants en 2018.

## Personnalité liée à la ville
Muddy Waters, chanteur de blues, est né à Rolling Fork en 1915.

## Source
- (en) Cet article est partiellement ou en totalité issu de l’article de Wikipédia en anglais intitulé « Rolling Fork, Mississippi » (voir la liste des auteurs).

1. ↑  (en) « Population and Housing Unit Estimates » (consulté le 20 décembre 2019)
2. ↑  (en) « Census of Population and Housing », Census.gov (consulté le 4 juin 2015)